# Lee Jae-kyoo
Lee Jae-kyoo (nascut el 7 d'octubre de 1970) és un director de cinema i televisió de Corea del Sud. Lee va dirigir la sèrie de televisió Damo (2003), Fashion 70's (2005), Betoben Baireoseu  (2008), Deoking Tuhacheu (2012) i Jigeum Uri Hakgyoneun (2022), així com les pel·lícules Inpeullueonseu (2010) i Yeongnin (2014).

## Filmografia

### Televisió
com a assistent
- See and See Again (MBC, 1998–1999)
- Kuk-hee (MBC, 1999)
- Ajumma (MBC, 2000–2001)

com director
- Damo (MBC, 2003)
- Fashion 70's (SBS, 2005)
- Betoben Baireoseu (MBC, 2008)
- Deoking Tuhacheu (MBC, 2012)
- Jigeum Uri Hakgyoneun (Netflix, 2022)[14][15]

com a productor
- Teuraep (OCN, 2019)

### Cinema
Com a director
- The Night Before the Strike (1990)
- Inpeullueonseu (2010)
- Yeongnin (2014)
- Wanbyeokan Tain (2018)

## Premis
- 2004 Baeksang Arts Awards: Millor nou director (TV) (Damo)
- 2008 MBC Drama Awards: Special Award in TV, Director (Betoben Baireoseu)